# Inbioluperus
Inbioluperus là một chi bọ cánh cứng trong họ Chrysomelidae.
Chi này được miêu tả khoa học năm 1993 bởi Clark.

## Các loài
Các loài trong chi này gồm:
- Inbioluperus costipennis Clark, 1993
- Inbioluperus flowersi Clark, 1993